# Гонсенец, Мирослав
Мирослав Гонсенец (пол. Mirosław Gąsieniec; род. 1954) — польский пианист и композитор.
Окончил Вроцлавскую музыкальную академию, кроме того, частным образом на протяжении восьми лет брал уроки композиции у Витольда Лютославского. Лауреат нескольких национальных и международных конкурсов, в том числе конкурса композиторов «Jeunesses musicales» (Белград, 1978, жюри под председательством Анри Дютийё).
Из композиций Гонсенца наибольшее внимание привлекли кантаты, в том числе «Святая Ядвига Силезская» (пол. Święta Jadwiga Śląska; 1993), и оратория «Гельмут Джеймс фон Мольтке» (1989) — о графе фон Мольтке, одном из руководителей антигитлеровского сопротивления в Силезии. Гонсенцу принадлежит также ряд камерных сочинений, фортепианная музыка, музыка к кинофильмам.
Как пианист выступал в составе Вроцлавского фортепианного трио (1985—1986), в дуэте с немецкой пианисткой Лианой Берток и др. Записал фортепианные произведения Антония Стольпе для проекта «Antoni Stolpe — opera omnia» и сонаты для скрипки и фортепиано Бетховена и Брамса со скрипачом Константы Кулькой.
Художественный руководитель различных музыкальных фестивалей, проходящих во Вроцлаве. Удостоен почётного звания Заслуженный деятель культуры (1990).